# کولیبیته
کولیبیته (به بلغاری: Kolibite) یک منطقهٔ مسکونی در بلغارستان است که در استان بلاگووگراد واقع شده‌است.